# جورجیا برونزینی
جورجیا برونزینی (انگلیسی: Giorgia Bronzini؛ زادهٔ ۳ اوت ۱۹۸۳) دوچرخه‌سوار اهل ایتالیا است.
وی در مسابقات کشوری و بین‌المللی در مجموع برندهٔ ۴ مدال طلا، ۲ مدال نقره، ۴ مدال برنز شده‌است.